# City of Mount Isa
City of Mount Isa är en kommun i Australien. Den ligger i delstaten Queensland, omkring 1 700 kilometer nordväst om delstatshuvudstaden Brisbane. Antalet invånare var 18 671 vid folkräkningen 2016.
City of Mount Isa har listats i Guinness rekordbok som den till ytan största staden (kommun med stadsrättigheter) i världen. Anno 2021 gör dock dess dryga 43 000 kvadratkilometer den endast till åttonde stad i ordningen.
Det största samhället i kommunen är Mount Isa.